# Platon Alexejewitsch Letschizki

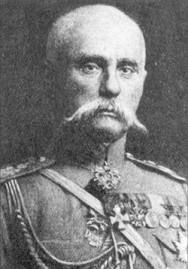
Platon Letschizki während des Ersten Weltkriegs

Platon Alexejewitsch Letschizki (russisch Платон Алексеевич Лечицкий; wissenschaftliche Transliteration Platon Alekseevič Lečickij, * 18. Märzjul. / 30. März 1856greg. im Gouvernement Grodno; † 18. Februar 1923 in Moskau) war ein kaiserlich russischer Offizier, zuletzt General der Infanterie.

## Leben
Letschizki wurde als Sohn eines russisch-orthodoxen Priesters geboren. Er trat 1877 in die Armee ein und wurde an der Warschauer Infanterieschule ausgebildet, die er 1880 als Praporschtschik verließ. Er kam zunächst zum 39. Reservebataillon, später diente er beim 5. und 6. Ostsibirischen Schützenbataillon und erreichte 1889 den Rang eines Hauptmanns. 1896 wurde er zum Oberstleutnant befördert und zum Bataillonskommandeur ernannt und nahm 1898 an der Besetzung Port Arthurs teil. Er kämpfte unter General Sacharow im Boxeraufstand (Russisch-Chinesischer Krieg). Anfang 1901 wurde er Oberst und führte in der Folge verschiedene Schützenregimenter in Ostsibirien und der Mandschurei, wo er zeitweise auch Kommandant der Stadt Mukden war. Letschizki zeichnete sich im Russisch-Japanischen Krieg von 1904/05 aus und wurde 1904 zum Flügeladjutanten des Kaisers ernannt und Anfang 1905 zum Generalmajor befördert. Er übernahm im August 1905 die 1. Brigade der 6. Ostsibirischen Schützendivision und wurde ins Gefolge des Kaisers aufgenommen. Im März 1906 erhielt er den Befehl über die 6. Ostsibirische Division und im Juli über die 1. Garde-Schützendivision in Sankt Petersburg.
1908 zum Generalleutnant befördert, erhielt er den Befehl über das 18. Armeekorps im Sankt Petersburger Militärbezirk. Ab Dezember 1910 befehligte er die Truppen des fernöstlichen (Cis-Amurischen) Militärbezirks und erhielt 1913 die Beförderung zum General der Infanterie. Zu Beginn des Ersten Weltkriegs im August 1914 wurde ihm der Befehl über die 9. Armee übertragen, die im Kiewer Militärbezirk gebildet wurde und ursprünglich für einen Angriff aus Richtung Warschau auf die Provinz Posen vorgesehen war, dann aber zur Südwestfront abgegeben wurde. Für seine erfolgreiche Führung der Armee in der Schlacht an der Weichsel wurde Letschizki im Oktober 1914 mit der Georgswaffe mit Brillanten ausgezeichnet.
Im Februar 1915 wurde Letschizkis Armeeoberkommando an die äußerste südliche Flanke der Ostfront an der Grenze zu Rumänien (Bukowina) verlegt, wo er mit der österreich-ungarischen 7. Armee unter Karl von Pflanzer-Baltin konfrontiert war. In den Plänen für die Brussilow-Offensive von 1916 fiel Letschizkis Armee eher eine Unterstützungsrolle zu. Gleichwohl gelangen ihm größere Erfolge, wie die Einnahme von Czernowitz am 18. Juni. Die Offensive wurde von der 9. Armee fortgesetzt und führte die Armee bis Anfang Juli an die Karpatenpässe. Die Armee erhielt in der Folge den Auftrag, weiter auf Halitsch vorzugehen, am 10. August gelang die Einnahme von Stanislau. Die Armee erhielt anschließend Befehle, die zu einem divergierenden Vorgehen in zwei Richtungen, auf Halitsch und Marmaroschsiget, nach Protesten Letschizkis darüber wurde sein rechter Armeeflügel der benachbarten 7. Armee General Schtscherbatschows unterstellt. Nach dem Kriegseintritt Rumäniens (27. August) begann Letschizkis Armee einen langsamen Vormarsch durch die Waldkarpaten, bevor sie die rumänischen Truppen in den Ostkarpaten ablöste und zu deren Entlastung die österreichisch-ungarischen Truppen hier binden sollte. In den wechselvollen Kämpfen in den Karpaten bis ins Jahr 1917 erlangte keine Seite einen entscheidenden Vorteil.
Nach der Februarrevolution 1917 und der Entscheidung der provisorischen Regierung zur „Demokratisierung“ der Armee wurde Letschizki am 1. Mai zur Verfügung des Kriegsministers gestellt und nahm drei Wochen später seinen Abschied. Während des Bürgerkriegs wurde er 1919 wegen Lebensmittelspekulation verhaftet, aber nach kurzer Zeit freigelassen. 1920 schloss er sich der Roten Armee an und brachte es bis zum Inspekteur der Infanterie und Kavallerie des Petrograder Militärbezirks. 1921 wurde er wegen „konterrevolutionärer Aktivitäten“ erneut verhaftet, zu zwei Jahren Haft verurteilt und im Moskauer Taganka-Gefängnis inhaftiert. Er starb im dortigen Gefängniskrankenhaus.